# Tủy xương

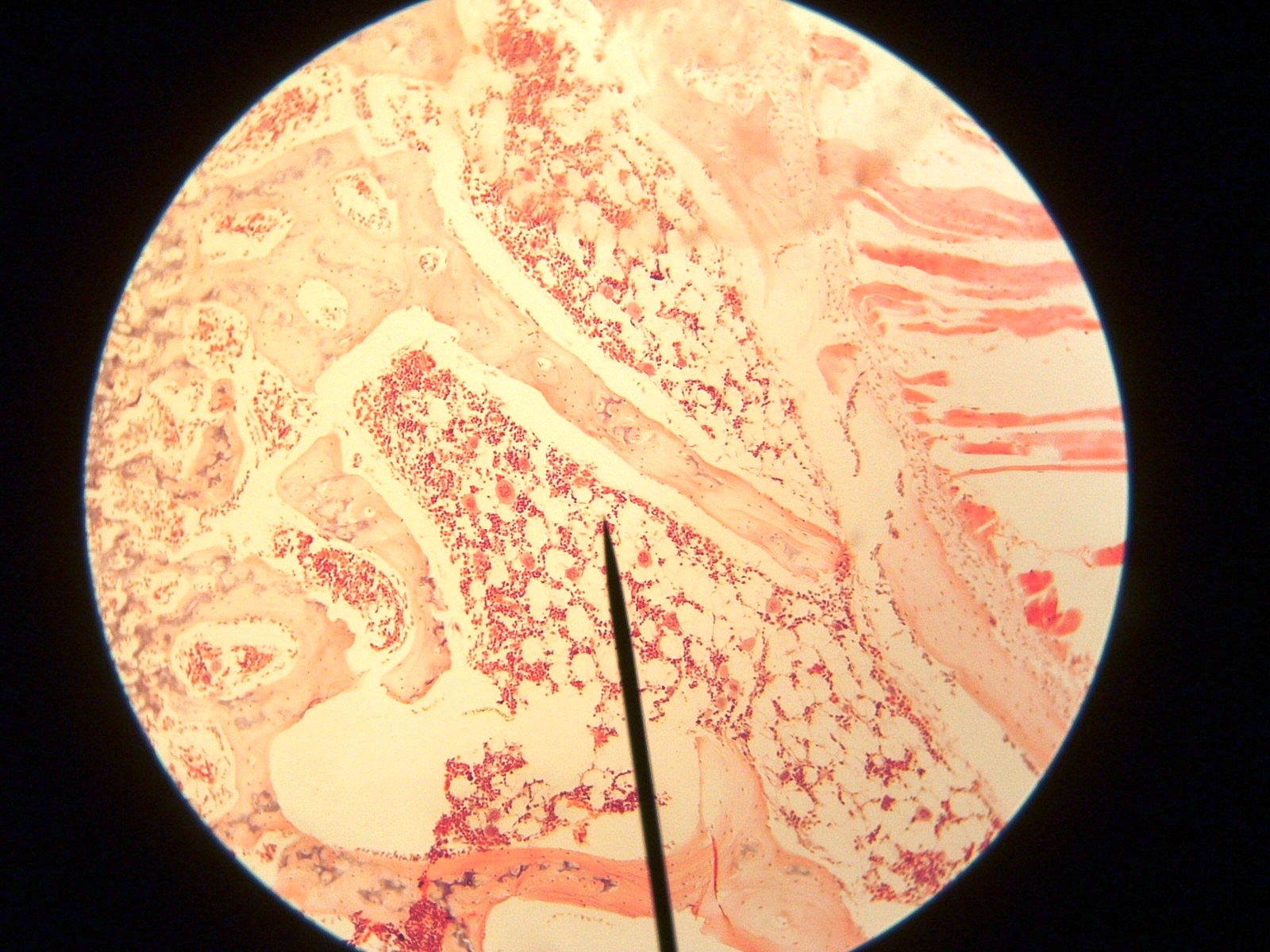

Tủy xương là loại mô ở giữa hầu hết các xương. Gồm tủy đỏ và tủy vàng, trong đó chỉ tủy đỏ mới có chức năng tạo huyết. Tủy tạo huyết ở người trưởng thành nằm chủ yếu ở đầu xương dài và một số xương dẹt.
Tủy xương có hai loại tế bào gốc gồm các tế bào tạo máu (nguồn gốc của ba loại tế bào máu) và các tế bào nền (sản xuất mỡ, sụn và xương). Các tế bào nền gốc còn có khả năng biệt hóa thành nhiều loại mô khác nhau, kể cả mô thần kinh. Các tế bào máu gốc tạo ra hồng cầu, bạch cầu và tiểu cầu.
Trong tủy xương, phần mô tại nơi hình thành các tế bào máu gốc đa năng được gọi là mô tủy.
Có hai loại tủy xương: tủy đỏ và tủy vàng. Tủy đỏ là nơi hoạt động tạo máu diễn ra tích cực. Ở trẻ em, tất cả các xương đều chứa tủy đỏ. Tuy nhiên ở người lớn, hoạt động tạo máu chỉ xảy ra chủ yếu tại các xương dẹt, và tủy đỏ ở nhiều xương được thay bằng tủy vàng. Tủy vàng có cấu trúc là mô mỡ và mô liên kết, không còn khả năng tạo máu. Tủy vàng có khả năng quay trở lại thành tủy đỏ trong trường hợp cần thiết. Phần lớn là không thể.
Ở người lớn, các xương dài có cấu trúc dạng ống, khoảng trống ở giữa được lấp đầy bởi tủy vàng. Thân xương dài cấu tạo bằng các vật liệu cứng; hai đầu xương được cấu tạo bởi các vật liệu xốp (bọt) và tủy đỏ.

## Thực phẩm làm từ tủy xương động vật
Được chế biến thành nhiều món ăn, kể cả ruốc, tuy nhiên thường thì tủy xương chỉ được sử dụng như một hương liệu, chẳng hạn trong các món súp. Tủy xương là thực phẩm giàu protein cũng như các chất béo chưa bão hòa. Các chất béo chưa bão hòa có tác dụng làm giảm nồng độ của cholesterol thuộc loại LDL trong máu. Một số người tin rằng điều này làm giảm nguy cơ bệnh mạch vành, gợi ra khả năng khuyến khích việc dùng tủy xương làm thức ăn. Tuy nhiên, tác động của món ăn tủy xương lên sức khỏe vẫn chưa được biết rõ.